# Сельское поселение «Село Тарутино»
Сельское поселение «Село Тарутино» — муниципальное образование в составе Жуковском районе Калужской области России.
Центр — село Тарутино. Статус и границы сельского поселения установлены Законом Калужской области от 28 декабря 2004 года № 7-ОЗ.

## Население
| 2010  | 2012  | 2013  | 2014  | 2015  | 2016  | 2017  |
| ----- | ----- | ----- | ----- | ----- | ----- | ----- |
| 4737  | ↘4689 | ↘4661 | ↘4639 | ↗4660 | ↘4647 | →4647 |
| 2018  | 2019  | 2020  | 2021  |       |       |       |
| ↗4659 | ↘4649 | ↘4641 | ↗4650 |       |       |       |

## Состав поселения
В поселение входят 17 населённых мест:
| №  | Населённый пункт    | Тип населённого пункта       | Население |
| -- | ------------------- | ---------------------------- | --------- |
| 1  | Агафьино            | деревня                      | ↘10       |
| 2  | Верхние Колодези    | деревня                      | ↘3        |
| 3  | Горки               | деревня                      | →2        |
| 4  | Дедня               | деревня                      | →0        |
| 5  | Жуково              | деревня                      | ↘3        |
| 6  | Курилово            | село                         | ↘52       |
| 7  | Макарово            | деревня                      | ↘2        |
| 8  | Маринки             | деревня                      | ↘3484     |
| 9  | Марфино             | деревня                      | ↘3        |
| 10 | Марьино             | деревня                      | ↘2        |
| 11 | Мелихово            | деревня                      | ↘1        |
| 12 | Митино              | деревня                      | ↘12       |
| 13 | Молчановские Хутора | деревня                      | ↘2        |
| 14 | Рыжково             | деревня                      | ↘8        |
| 15 | Сухоносово          | деревня                      | ↘3        |
| 16 | Тарутино            | село, административный центр | ↘496      |
| 17 | Троица              | деревня                      | ↘5        |